# Warren Winiarski
Warren Winiarski (Chicago, 22 de octubre de 1928 – Condado de Napa, 7 de junio de 2024) fue un vinicultor estadounidense del Napa Valley y el fundador y propietario de Stag's Leap Wine Cellars.
Winiarski poseía y operaba Arcadia Vineyards en la Coombsville AVA del Napa Valley, que produce Chardonnay, Cabernet Sauvignon y Merlot. En 1976, Winiarski ganó la cata a ciegas del Juicio de París por su Cabernet Sauvignon 1973 de Stag's Leap Wine Cellars. Supervisaba la Fundación Familiar Winiarski, que apoya causas educativas y benéficas, además de impartir cursos en el programa Summer Classics del St. John's College en Santa Fe, Nuevo México. En 2017, Winiarski fue incluido en la undécima clase del California Hall of Fame por el Gobernador Edmund G. Brown Jr. por sus esfuerzos globales para mostrar y preservar la calidad e historia del vino de California. La Institución Smithsonian, a través de su National Museum of American History, otorgó a Winiarski la Medalla Bicentenario James Smithson el 21 de noviembre de 2019.

## Antecedentes
Warren Winiarski nació de Stephen y Lottie Winiarski el 22 de octubre de 1928, en una gran sección polaca de Chicago, Illinois. Sus padres tenían un negocio de alquiler de coches en Chicago y su padre hacía vino de miel, con sabor a frutas y vino de diente de león en casa, que la familia bebía en ocasiones especiales.
Estudió el currículo de los clásicos occidentales en St. John's College en Annapolis, Maryland, graduándose en 1952; luego, Winiarski comenzó sus estudios de posgrado en teoría política en la Universidad de Chicago con Leo Strauss. Mientras estaba en St. John's College, Winiarski conoció a su esposa, Barbara, y se casaron en 1958.
Durante sus estudios en la Universidad de Chicago, Winiarski pasó un año en Italia (1954–55) estudiando al pensador político Niccolò Machiavelli. Fue durante ese año que se convenció de que quería convertirse en vinicultor. También dio conferencias en el Programa Básico de Educación Liberal en la Universidad de Chicago mientras trabajaba en su doctorado. Después de contribuir con el capítulo sobre Maquiavelo en el libro de texto de Rand McNally, History of Political Philosophy (1963), redujo sus estudios académicos a una maestría del John U. Nef Committee on Social Thought.
Winiarski murió el 7 de junio de 2024, a los 95 años.

## Elaboración de vino
En 1964, Warren y Barbara Winiarski se mudaron a Napa Valley, California, donde Winiarski aceptó un trabajo como aprendiz de vinicultor trabajando con Lee Stewart en Souverain Cellars, antes de pasar a ser el primer vinicultor en la bodega Robert Mondavi en 1966, mientras Michael Mondavi estaba fuera en el Servicio de la Guardia Nacional. En 1968, Winiarski dejó la bodega Robert Mondavi para hacer vino en Colorado en Ivancie Cellars. Él seleccionaba uvas de California que se enviaban a Denver, donde se elaboraban en vino. Aunque Winiarski aún vivía en California, este proyecto daría inicio a la industria del vino en Colorado.
En 1970, Winiarski y varios inversores compraron un huerto de ciruelos de 44 acres en Napa Valley y lo replantaron para convertirlo en un viñedo. Quitó los árboles de ciruela, cereza y nuez de la propiedad y plantó Cabernet Sauvignon y Merlot. En 1973, Winiarski construyó una bodega cerca del viñedo y fundó Stag's Leap Wine Cellars, y al año siguiente, 1974, introdujo una línea de reserva, Cask 23. En 1976, Winiarski ganó la cata a ciegas del Judgement of Paris con su Cabernet Sauvignon de Stag's Leap Wine Cellars de 1973. El logro trajo reconocimiento mundial a California, Napa Valley y Stag's Leap Wine Cellars.
En 1989, Warren presidió el comité de viticultores de Napa Valley que impulsó y obtuvo la aprobación de la ley estatal de California, el Proyecto de Ley del Senado Estatal N.º 771 (la Ley de Etiquetado Conjuntivo), que requería que cualquier vino embotellado después del 1 de enero de 1990 y etiquetado con una Área Vitícola Americana (AVA) ubicada completamente dentro de Napa Valley también incluyera Napa Valley en la etiqueta "junto con la otra designación AVA del vino". Esta ley ayudó a construir el valor de marca tanto para las AVA individuales como para Napa Valley, asegurando que la región siempre tuviera dos ganadores y ningún perdedor. La ley fortaleció la posición de Napa Valley como una región vinícola de clase mundial reconocida.
En 2003, treinta antiguos alumnos de vinificación y el equipo actual de vinificación rindieron homenaje a Winiarski a través de la instalación Hands of Time en Stag's Leap Wine Cellars. Cada uno colocó sus manos en un agregado de piedra caliza para crear una placa. Estas placas se montaron como un monumento en la bodega para recordar a las generaciones futuras la oportunidad de aprender y continuar. Entre los asistentes ese día estaban John Kongsgaard, Bob Sessions, John Williams, Dick Ward, Rolando Herrera, Françoise Peschon, Paul Hobbs y Michael Silacci. Muchos de estos enólogos pasaron sus años formativos en Stag's Leap Wine Cellars con Winiarski.
En 1996, Winiarski y su esposa, Barbara, iniciaron el Proyecto de Historia de Alimentos y Vinos Americanos del Museo Nacional de Historia Americana del Smithsonian Institution. El proyecto utiliza la historia de los alimentos y el vino como lente para comprender la historia estadounidense, rastreando la larga y diversa historia del vino en los Estados Unidos.
Winiarski creó y enseñó un seminario en el simposio Red, White and American en el Smithsonian Institution con motivo del 20.º aniversario del Juicio de París. El simposio, al igual que la cata de París 20 años antes, fue un hito en la historia del vino estadounidense porque marcó el reconocimiento del Gobierno Federal del vino como parte de la cultura estadounidense.
En 2012, el Cabernet Sauvignon de 1973 de Stag's Leap Wine Cellars fue incorporado a la colección permanente del Museo Nacional de Historia Americana del Smithsonian en Washington D. C. La botella está incluida en el "Proyecto de Historia de Alimentos y Vinos Americanos".
La botella fue incluida en el libro "La historia de América del Smithsonian en 101 objetos", por Richard Kurin, Subsecretario del Smithsonian Institution para Historia, Arte y Cultura. Otros elementos elegidos para el libro de los 137 millones de artefactos del museo incluyen el traje espacial de Neil Armstrong, el Spirit of St. Louis de Charles Lindbergh y la brújula de Lewis y Clark.
El 1 de agosto de 2007, Stag's Leap Wine Cellars llegó a un acuerdo para ser adquirido por $185 millones por UST Inc. y Marchese Piero Antinori.
Winiarski ha continuado sus contribuciones a la industria del vino de Colorado. En honor a su influencia y mentoría en el patrimonio vitícola del estado, fue invitado a participar como juez en la Competición de Vinos Governor's Cup de Colorado desde 2014 hasta 2018. En 2018, fue honrado con el premio "Amigos de la Industria del Vino de Colorado" por la Asociación de Viticultura y Enología de Colorado.
Winiarski fue dueño y operador de Arcadia Vineyards, en la AVA Coombsville del Valle de Napa, que produce Chardonnay, Cabernet Sauvignon y Merlot.

## Filantropía
La Fundación Familiar Winiarski ha realizado donaciones a numerosos esfuerzos de conservación y preservación, incluyendo aquellos del Proyecto de Historia de Alimentos y Vinos Americanos del Museo Nacional de Historia Americana del Smithsonian, investigación de historia de alimentos y vinos, colección de objetos de alimentos y vinos del Smithsonian, las Cenas de Enólogos del Smithsonian, el Fideicomiso de Tierras del Condado de Napa, el Distrito de Espacios Abiertos del Condado de Napa, el Fondo de Preservación Agrícola del Valle de Napa Jack L. Davies, If Given A Chance y The Pathway Home, entre otras organizaciones.
En 2018, la Fundación Familiar Winiarski realizó una donación de contrapartida de $50 millones a St. John's College en Annapolis y Santa Fe para ayudar a cerrar la brecha entre el costo que tiene para el colegio educar a un estudiante y lo que el estudiante paga en matrícula. La donación permitió a los dos colegios reducir los costos de matrícula en $17,000.
En junio de 2018, Winiarski donó $3.3 millones para construir la colección más completa del mundo de trabajos de escritores de vino dentro de la biblioteca de la Universidad de California, Davis.
En octubre de 2020, la Fundación Familiar Winiarski otorgó una subvención de $150,000 al Programa de Viticultura y Enología del Western Colorado Community College en la Universidad de Colorado Mesa en Grand Junction, Colorado. La subvención estableció el "Instituto de Viticultura y Enología Warren Winiarski, Gerald Ivancie" y proporciona fondos para becas, programas y proyectos de investigación para ayudar a los productores de vino y cultivadores de uva de Colorado, así como ofrecer oportunidades a una nueva generación en la industria del vino de Colorado.

## Preservación de tierras
Winiarski fue uno de los promotores originales de la Preservación Agrícola de Napa aprobada en 1968, la Medida J en 1990 y su extensión la Medida P en 2008, la Medida I en 2006, la Medida Z en 2017 y la Medida C en 2018. A partir de 1990, Winiarski ha donado cerca de 200 acres al Fideicomiso de Tierras del Condado de Napa, incluyendo el viñedo del Juicio de París y su propiedad actual, Arcadia Vineyards, en la AVA Coombsville.

## Premios
- Medalla Bicentenario James Smithson 2019, otorgada por la Institución Smithsonian, Museo Nacional de Historia Americana.[3][4]
- 2018 American Legend Wine Star, otorgado por Wine Enthusiast.[34]
- 2018 Premio Amigos de la Industria del Vino de Colorado, Asociación de Viticultura y Enología de Colorado.[25]
- 2017 Inducción al Salón de la Fama de California como miembro de la 11.ª Clase por el Gobernador Edmund G. Brown Jr.[35]
- 2017 Premio Acre por Acre, recibido junto con su esposa, Barbara, del Fideicomiso de Tierras del Condado de Napa.[36]
- 2017 Persona del Año, Revista Czas Wina, Cracovia, Polonia.[37]
- 2016 Resolución del Congreso de los Estados Unidos 734, conmemorando el 40.º aniversario del Juicio de París, Capitol Hill, Washington D. C.[38]
- 2013 Premio Thomas Jefferson, Academia de Bellas Artes de Pensilvania.[39]
- 2012 La revista Smithsonian incluye el Cabernet Sauvignon 1973 S.L.V. de Stag's Leap Wine Cellars como uno de los "101 objetos que hicieron América"[15][40]
- 2010 Premio Alumni Distinguido, Universidad de Chicago.[41]
- 2009 Inducción al Salón de la Fama de Enólogos, Instituto Culinario de América, St. Helena, California.[42]
- 2008 Premio a la Trayectoria de Vida en el Vino, Feria Estatal de California.[43]
- 2006 Resolución del Congreso de los Estados Unidos 399, conmemorando el 30.º aniversario del Juicio de París, Capitol Hill, Washington D. C..

- 2004 Premio "Enólogo del Año" Warren Winiarski recibido de COPIA: The American Center for Wine, Food and the Arts.[44]
- 1992 Premio al Mérito, St. John's College[45]
- 1988 Trofeo Harry Waugh por Stag's Leap Wine Cellars 1977 CASK 23 Cabernet Sauvignon, Competencia Internacional de Vinos y Licores, Londres, Inglaterra.
- 1976 Primer Lugar, Juicio de París, Stag's Leap Wine Cellars 1973 S.L.V. Cabernet Sauvignon: una cata a ciegas de Cabernets de California y primeros crecimientos de Burdeos por expertos en vinos franceses, trayendo reconocimiento mundial a California, Napa Valley y Stag's Leap Wine Cellars.[46]

## Juntas y asociaciones profesionales
- 2004–presente: Junta Directiva de la Fundación If Given a Chance, Napa, California.[47]
- 2001–2015: Director de la Junta de la Fundación Estatua de la Libertad Ellis Island y Presidente del Comité del Premio Heritage.[48]
- 1994–presente: Tutor en el Programa de Clásicos de Verano, St. John's College.[49]
- 1986–presente: Caballeros de la Vid, Caballero Supremo. Miembro fundador.[50]
- 1989–2009: Miembro Emérito de la Junta Directiva del St. John's College, Warren Winiarski, Clase de 1952.[51]